# Sengge Rinchen

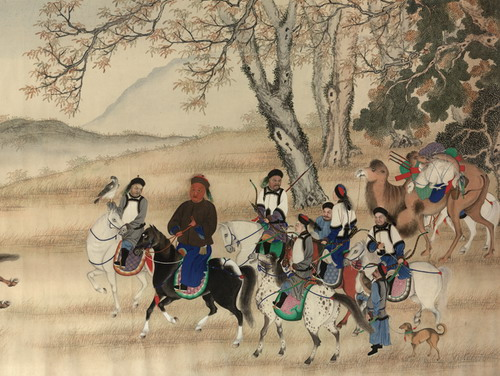
Sengge Rinchen till fält.

Sengge Rinchen, född 1811, död 19 maj 1865, var en mongolisk aristokrat och militär som är känd för sin framträdande roll i flera militära kampanjer under den sena Qingdynastin.
Sengge Richen kom från Horqins bakre vänstra baner i nuvarande Tongliao och tillhörde klanen Borjiginerna, som kunde spåra sina rötter tillbaka till Djingis Khans bror Hasar.
Sengge Rinchen spelade en avgörande roll i att bekämpa Taipingupprorets spridande i nordlig riktning.
Under det andra opiumkriget lyckades han 1859 slå tillbaka en brittisk-fransk styrka vid Dagufortet utanför Tianjin. När britterna och fransmännen återkom följande år övergav han dock fortet som gav sig efter vissa stridigheter.
Han överfördes därefter för att bekämpa Nianrebellerna i norra Kina och dog 1865 i ett slag nära Heze. Han fick sedermera ett tempel tillägnat sig i Peking.